# Johan Skytteskolan
Johan Skytteskolan är en kommunal grundskola belägen vid Västerängsvägen 19 i Långbro, Stockholm. Skolan är uppkallad efter Johan Skytte. Skolans huvudbyggnad började byggas 1946 och är ritad av arkitekt Paul Hedqvist.

## Historik

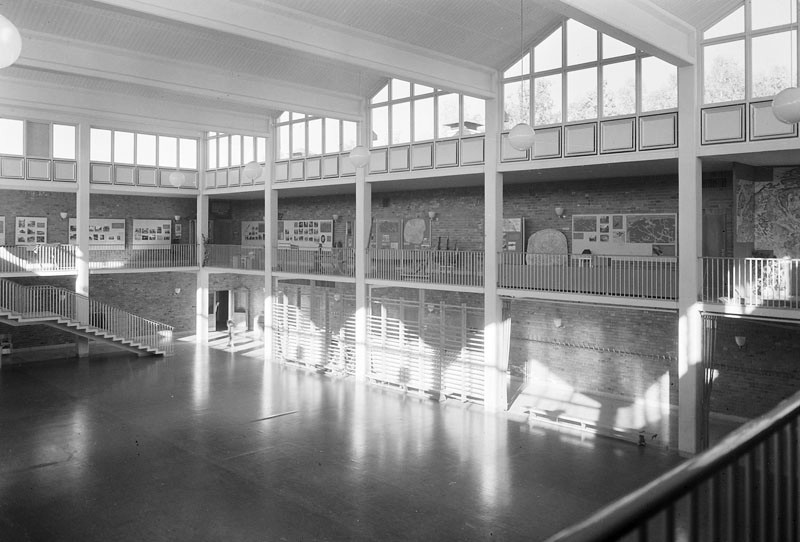
Hallbyggnaden 1949.

Johan Skytteskolan invigdes 1948 med namnet Långbrodals folkskola men ritningsarbetena, som utfördes av Paul Hedqvist började redan 1939. Även om planeringsprocessen för bygget var lång, så skissades, projekterades och uppfördes huvudbyggnaden i snabb följd mellan våren 1946 och sommaren 1948. 
Skolans byggnader består av en klassrumslänga, en hallbyggnad i 2½ plan och en aula som är sammanfogade i en lång byggnadskropp. Gymnastikbyggnad och aula färdigställdes 1955. Till fasadmaterial valde Hedqvist gult tegel, ett material som han gärna använde på 1940-talet och början av 1950-talet. För hallbyggnadens innerväggar tog han dock rött fasadtegel.
År 2019 tog man i bruk en ny byggnad avsedd för årskurserna F-6 med plats för 630 elever. Den utformades av Stadion Arkitekter. År 2020 färdigställdes även den nya idrottshallen Västerängshallen som kompletterade skolan två tidigare idrottshallar. Den var ritad av Cedervall Arkitekter.

## Verksamhet
År 1997 bytte skolan namn till Johan Skytteskolan. Den slogs samman med den närbelägna Ekängens skola 2011. Läsåret 2023/24 hade skolan 1 152 elever i årskurserna F-9 (förskola till årskurs nio).
Johan Skytteskolan är en av fyra skolor i Södra Älvsjös rektorsområde, tillsammans med Herrängens skola, Kämpetorpsskolan och Långbrodalsskolan.